# Sergio Arribas (labdarúgó, 2001)
Sergio Arribas Calvo (Madrid, 2001. szeptember 30. –) spanyol labdarúgó, az Almería játékosa.

## Pályafutása
A Pérez Galdós és a Leganés korosztályos csapataiban nevelkedett, majd 2012-ben csatlakozott a Real Madrid akadémiájához. 2020 szeptemberében az U19-es csapattal megnyerték az UEFA Ifjúsági Liga 2019-2020-as idényét. A 2020–21-es szezont a Castillában kezdte meg Raúl irányítása alatt, majd lehetőséget kapott az első csapatban Zinédine Zidane együttesében. 2020. szeptember 20-án mutatkozott be a bajnokságban Vinícius Júnior cseréjeként a Real Sociedad ellen. December 9-én debütált az UEFA-bajnokok ligájában a német Borussia Mönchengladbach csapata ellen a 74. percben Rodrygo Goes cseréjeként.
2023. augusztus 9-én hatéves szerződést kötött az Almería csapatával.

## Statisztika
2023. szeptember 1-i állapotnak megfelelően.
| Klub                 | Szezon   | Bajnokság          | Bajnokság | Bajnokság | Kupa  | Kupa  | UEFA  | UEFA  | Egyéb | Egyéb | Összesen | Összesen |
| Klub                 | Szezon   | Osztály            | Mérk.     | Gólok     | Mérk. | Gólok | Mérk. | Gólok | Mérk. | Gólok | Mérk.    | Gólok    |
| -------------------- | -------- | ------------------ | --------- | --------- | ----- | ----- | ----- | ----- | ----- | ----- | -------- | -------- |
| Real Madrid Castilla | 2019–20  | Segunda División B | 0         | 0         | —     | —     | —     | —     | —     | —     | 0        | 0        |
| Real Madrid Castilla | 2020–21  | Segunda División B | 19        | 5         | —     | —     | —     | —     | 1     | 0     | 20       | 5        |
| Real Madrid Castilla | 2021–22  | Segunda División B | 36        | 15        | —     | —     | —     | —     | —     | —     | 32       | 14       |
| Real Madrid Castilla | 2022–23  | Segunda División B | 34        | 18        | —     | —     | —     | —     | 3     | 3     | 37       | 21       |
| Real Madrid Castilla | Összesen | Összesen           | 89        | 38        | 0     | 0     | 0     | 0     | 4     | 3     | 93       | 41       |
| Real Madrid          | 2020–21  | La Liga            | 8         | 0         | 0     | 0     | 2     | 0     | —     | —     | 10       | 0        |
| Real Madrid          | 2022–23  | La Liga            | 2         | 0         | 1     | 0     | 1     | 1     | —     | —     | 4        | 1        |
| Real Madrid          | Összesen | Összesen           | 10        | 0         | 1     | 0     | 3     | 1     | 0     | 0     | 14       | 1        |
| Almería              | 2023–24  | La Liga            | 4         | 2         | 0     | 0     | —     | —     | —     | —     | 4        | 2        |
| Almería              | Összesen | Összesen           | 4         | 2         | 0     | 0     | 0     | 0     | 0     | 0     | 4        | 2        |
| Összesen             | Összesen | Összesen           | 103       | 40        | 1     | 0     | 3     | 1     | 4     | 3     | 111      | 44       |

1. ↑  Magában foglalja a Bajnokok ligájában, az Európa-ligában és a FIFA-klubvilágbajnokságon való pályára lépeseit is.
2. ↑  Magában foglalja a Spanyol szuperkupán és a rájátszásban való pályára lépeseit is.

## Sikerei, díjai
- Real Madrid U19
  - UEFA Ifjúsági Liga: 2019–20[2]

- Real Madrid
  - Spanyol kupa: 2022–23
  - FIFA-klubvilágbajnokság: 2022